# Кагарлицкий, Юлий Иосифович
Ю́лий Ио́сифович Кагарли́цкий (23 июля 1926, Москва — 12 мая 2000, там же) — советский и российский театровед и литературный критик, историк научной фантастики, исследователь творчества Герберта Уэллса. Доктор филологических наук (1972), профессор ГИТИСа.

## Биография
В 1948 году окончил филологический факультет Московского университета. Работал в Читинском педагогическом институте (1949), Горьковском театральном училище (1949—1951). В 1963—1984 годах — доцент, затем профессор ГИТИСа.
С 1963 года — член Союза писателей СССР. Вице-президент Международного уэллсовского общества (Великобритания).

### Научная деятельность
В 1956 году защитил кандидатскую диссертацию (о творчестве Генри Филдинга), в 1972 году — докторскую (о Герберте Уэллсе).
Театровед, изучал английскую драматургию XVII («Комедия Реставрации») и XVIII веков — наследие Голдсмита, Шеридана и других авторов. Другое направление исследований — мировая научная фантастика.
Умер в 2000 году. Похоронен на Донском кладбище.

## Семья
Отец — Иосиф Вульфович Кагарлицкий (ум. апрель 1944), участник Первой мировой войны, делегат Первого съезда советов от меньшевиков, жил в Харбине и Шанхае. Мать — Анна Матвеевна, урождённая Кагарлицкая, в эмиграции Коллинз (? — 9.6.1987), уроженка местечка Ковшеватое, с 1912 года жила в Глазго (Шотландия), занималась швейным делом в Англии; поженились в Москве.
Жена — Раиса Николаевна Померанцева, переводчица классической английской литературы, дочь Н. Н. Померанцева.
Сын — Борис Кагарлицкий (род. 1958), социолог социалистической ориентации.

## Избранные труды
- Вглядываясь в грядущее: Книга о Герберте Уэллсе / Пред. П. Париндера. — М.: Книга, 1989. — 350 с.
- Герберт Уэллс: Очерк жизни и творчества. — М.: Гослитиздат, 1963. — 279 с.
- Западноевропейский театр эпохи просвещения в оценке русской и советской критики (1870—1930-е гг.). Учебное пособие для театроведч. фак. театр. вузов. — М., 1976. — 195 с.
- Что такое фантастика?: О темах и направлениях зарубежной фантастики вчера и сегодня. — М.: Художественная литература, 1974. — 349 с. — 20 000 экз.
- Шекспир и Вольтер. — М.: Наука, 1980.
- Театр на века. Театр эпохи Просвещения: тенденции и традиции. — М. : Искусство, 1987. — 348,[2] с.

Списки работ представлены на сайтах «Архив БВИ», «Кагарлицкий, Юлий Иосифович // Большая русская биографическая энциклопедия (электронное издание). — Версия 3.0. — М.: Бизнессофт, ИДДК, 2007.», «Лаборатория Фантастики».

## Награды и признание
- Премия «Пилигрим» (Ассоциация исследователей научной фантастики, 1972, США).